# Aliaguilla (kommunhuvudort)
Aliaguilla är en kommunhuvudort i Spanien.   Den ligger i provinsen Provincia de Cuenca och regionen Kastilien-La Mancha, i den centrala delen av landet, 220 km öster om huvudstaden Madrid. Aliaguilla ligger 1 002 meter över havet och antalet invånare är 828.
Terrängen runt Aliaguilla är kuperad åt nordväst, men åt sydost är den platt. Runt Aliaguilla är det ganska glesbefolkat, med 47 invånare per kvadratkilometer. Närmaste större samhälle är Landete, 19,0 km norr om Aliaguilla. Omgivningarna runt Aliaguilla är i huvudsak ett öppet busklandskap.